# Dr. med. Arrowsmith

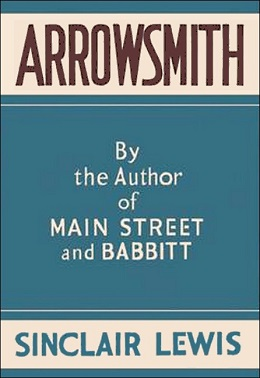
Arrowsmith (Buchcover von 1925)

Dr. med. Arrowsmith, im amerikanischen Original Arrowsmith, ist ein Roman von Sinclair Lewis aus dem Jahr 1925.

## Inhalt
Das Buch handelt von Martin Arrowsmith, der sich vom Studenten und Landarzt zum Angestellten eines wichtigen Forschungsinstituts hocharbeitet, für das er den Bakteriophagen entwickelt, ein bakterientötendes Mittel. Leider kommt ihm ein Franzose bei dieser bahnbrechenden Entdeckung um einige Tage zuvor. Am Ende zerbricht Arrowsmith an der Nüchternheit und Unmenschlichkeit der Forschungsarbeit, als er in den Tropen an der verseuchten Bevölkerung einer Insel Erkenntnisse über den neu entdeckten Bakteriophagen gewinnen soll.

## Hintergründe
Für das Werk sollte Lewis 1926 mit dem Pulitzer-Preis ausgezeichnet werden, er lehnte die Auszeichnung jedoch ab.
Sinclair Lewis wurde bei den Arbeiten an dem Roman von dem Wissenschaftler Paul de Kruif unterstützt, wofür dieser ein Viertel der Einnahmen erhielt.
Einer der Protagonisten (Max Gottlieb) wurde von Lewis und de Kruif als Porträt von Jacques Loeb modelliert. Auch andere zeitgenössische Wissenschaftler finden sich im Roman porträtiert, was de Kruif einigen Ärger einbrachte.
1931 verfilmte John Ford den Roman unter dem Titel Arrowsmith mit Ronald Colman in der Titelrolle.